# Hexagonia hirta
Hexagonia hirta är en svampart som först beskrevs av Ambroise Marie François Joseph Palisot de Beauvois, och fick sitt nu gällande namn av Elias Fries 1838. Hexagonia hirta ingår i släktet Hexagonia och familjen Polyporaceae.   Inga underarter finns listade i Catalogue of Life.